# تليلان تلابالان
تليلان تلابالان (بالإنجليزية: Tlillan-Tlapallan)‏ السماء الوسطى من السماوات الثلاث عند الأزتيك. وتتلقى أولئك الذين يشاركون في حكمة كويتزالكوتل. تليلان تلابالان هي نقطة التقاطع بين سواد الليل وحُمرة النهار، بين العالم أدناه والعالم أعلاه، بين المؤنث والمذكر. هي أرض الأحمر والأسود أي «أرض الكتابة». في تقاليد الأزتك، بنى كويتزالكوتل الصخور التي كان قلبه ينبثق منها كنجم الصباح على شواطئ تليلان تلابالان، وهي منطقة سماوية لا يستطيع الوصول إليها إلا بعد رحلة عبر البحر.